# Euphuisme

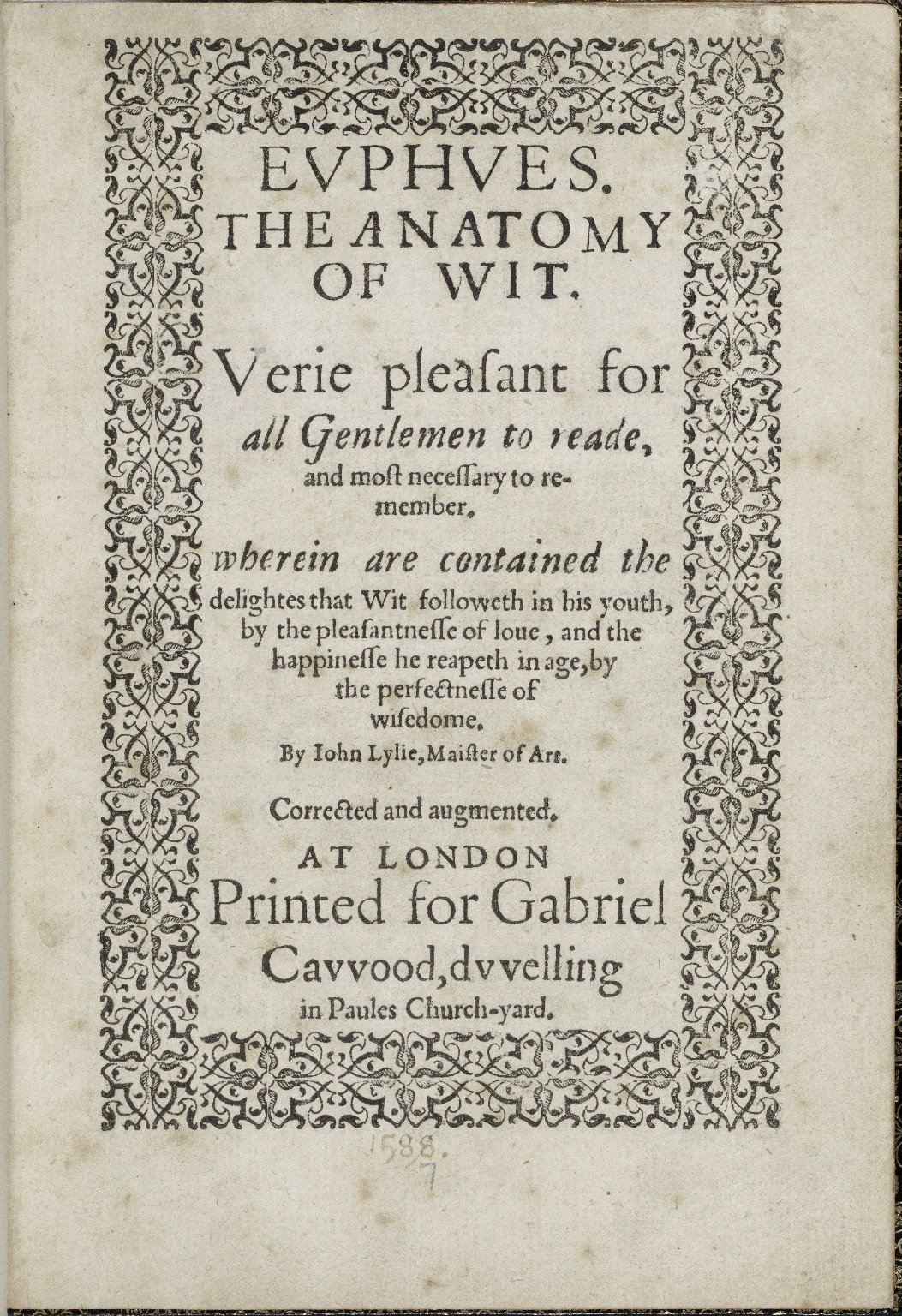
L'anatomie de l'esprit, une impression de 1587 d'Euphues.

L’euphuisme, du grec ευϕυης, élégant, de bon goût, est le nom que prirent, en Angleterre, à la fin du XVIe siècle, le bel esprit et le style précieux qui furent en si grande faveur, à cette époque, dans toute l’Europe.
L’euphuisme est le précurseur du gongorisme espagnol mis à la mode dès 1580 par John Lyly dans son premier livre d’Euphuès, ou l’Anatomie de l’esprit, continué, l’année suivante, par Euphuès et son Angleterre, récit des voyages et aventures de son héros. Euphuès est le type du beau parleur, du pédant mondain qui prétend n’avoir rien de commun avec celui de l’école, quoiqu’il jette sans cesse dans son discours, sous forme d’allusions et d’images, toutes sortes de souvenirs de la fable, de l’histoire, du roman et de la science, tant il enveloppe le tout de grâce, d’afféterie, de politesse.
Toute la cour d’Élisabeth Ire adopta ces savantes élégances de style qui rivalisaient avec les concettis italiens et devançaient le jargon des précieuses françaises. « Notre nation, dit Edward Blount, doit à Lyly d’avoir appris un nouvel anglais. Toutes nos dames furent ses écolières. Une beauté à la cour qui ne savait parler l’euphuisme, était aussi peu regardée que celle qui aujourd’hui ne sait point parler français. »
Taine a caractérisé ainsi de cette langue nouvelle : « Les dames savaient par cœur toutes les phrases d’Euphuès : singulières phrases, recherchées et raffinées, qui sont des énigmes, dont l’auteur semble chercher de parti pris les expressions les moins naturelles et les plus lointaines, toutes remplies d’exagérations et d’antithèses, où les allusions mythologiques, les réminiscences de l’alchimie, les métaphores botaniques et astronomiques, tout le fatras, tout le pêle-mêle de l’érudition, des voyages, du maniérisme, roule dans un déluge de comparaisons et de concettis. »
La littérature suivit la cour. L’euphuisme envahit tout, les livres, la chaire, le théâtre. On trouve des exemples d’euphuisme dans Shakespeare, qui le met de préférence dans la bouche des jeunes gens. Ben Jonson, au contraire, en fait la satire.
Cette mode littéraire était depuis longtemps évanouie, lorsque Walter Scott la rappela pour la couvrir d’un ridicule excessif dans Le Monastère, où il fait de sir Percy Shafton un euphuiste qui n’est qu’un pédant dépourvu de l’éclat et de la vivacité propres aux disciples de Lyly.

## Citation
It is virtue, yea virtue, gentlemen, that maketh gentlemen; that maketh the poor rich, the base-born noble, the subject a sovereign, the deformed beautiful, the sick whole, the weak strong, the most miserable most happy. There are two principal and peculiar gifts in the nature of man, knowledge and reason; the one commandeth, and the other obeyeth: these things neither the whirling wheel of fortune can change, neither the deceitful cavillings of worldlings separate, neither sickness abate, neither age abolish.
--- Euphues, the Anatomy of Wit

## Note et référence

### Note
1. ↑  C’est la vertu, oui la vertu, messieurs, qui fait les gentilshommes ; c'est elle qui rend le pauvre riche, le bâtard noble, le sujet monarque, le difforme beau, le malade sain, le faible fort, le misérable heureux. Il y a deux dons principaux et particuliers dans la nature humaine, la connaissance et la raison ; l’une commande, et l’autre obéit : la roue tourbillonnante de la fortune ne peut changer ni l’une ni l’autre, ni départager les chicaneries trompeuses des mondains, ni atténuer la maladie, ni abolir l’âge.

### Référence
- Gustave Vapereau, Dictionnaire universel des littératures, Paris, Hachette, 1876, p. 749